# NHL Coaches' Association
NHL Coaches' Association (NHLCA) är en nordamerikansk intresseorganisation som främst ska ta vara på NHL-tränarnas intressen och för deras talan mot motparten National Hockey League (NHL) och dess medlemsorganisationer. De som är medlemmar i den är personer som är alternativt varit anställda som tränare, assisterande tränare, målvaktstränare och videotränare för just medlemsorganisationerna.

## Historik
NHLCA grundades 2001 av NHL:s mest framgångsrikaste tränare genom tiderna, Scotty Bowman med stöd från bland andra Marc Crawford, Terry Crisp, Ken Hitchcock, George Kingston, Roger Neilson, Pat Quinn och Larry Robinson. Bowman var dock tydlig med att poängtera att NHLCA är ingen fackförening utan en intresseorganisation.

## Exekutiv kommitté
Uppdaterad: 17 februari 2023.
| Position   |                  | Medlemsorganisation                     |
| ---------- | ---------------- | --------------------------------------- |
| Ordförande | Jon Cooper       | Tampa Bay Lightning (Tränare)           |
| Ledamöter  | Jared Bednar     | Colorado Avalanche (Tränare)            |
|            | Ian Clark        | Vancouver Canucks (Målvaktstränare)     |
|            | Lawrence Feloney | Nashville Predators (Videotränare)      |
|            | Mike Kelly       | New York Rangers (Assisterande tränare) |
|            | Peter Laviolette | Washington Capitals (Tränare)           |
|            | Todd McLellan    | Los Angeles Kings (Tränare)             |